# コスモス110号
コスモス110号（Cosmos 110、ロシア語: Космос 110）は、1966年2月22日にバイコヌール宇宙基地からソユーズロケットで打上げられたソビエト連邦の宇宙船である。着陸のための再突入カプセル・科学実験機器・試験物体等が搭載された。犬のヴェテロクとウゴリョークを乗せ、生命維持実験が行われた。軌道上に22日留まった後、安全に着陸した。

## データ
- NSSCD ID：1966-015A
- 別名：02070
- 打上げ日時：1966年2月22日20時9分（UTC）
- 軌道上質量：5,700 kg